# كراي XT6
الحواسب الفائقة كراي إكس تي 6، (بالإنجليزية: Cray XT6)‏، المقرر طرحها في عام 2010م، تتميز عن سلفها Cray XT5 باستخدام معالجات 6100 AMD Opteron ذوات الثمان أو الإثنتي عشرة نواة معالجة، إلى جانب استخدام ذاكرة فيزيائية من نوع DDR3 الأحدث، وستوجه إلى قطاع تطبيقات الحوسبة عالية الأداء HPC 
applications .

## الميزات

### البنية التفرعية
يتكون الحاسب من عدة خزائن(Cabinets) كل خزانة فيها عدة ريَش أو شفرات (Blades)وكل شفرة عليها أربع عقد(Nodes) (أي حتى 96 نواة معالجة في الريشة) ،والعقد نوعان:عقد خدمة تحوي معالجاً واحداً من نوع AMD Opteron 6100 يتعامل مع ذاكرته بعرض حزمة يبلغ 6.4GB/s وهي عقد خاصة بعمليات الدخل والخرج، وعقد معالجة كل منها تحوي معالجين من نوع AMD Opteron 6100 الحاوي على ثمان أنوية معالجة أو إثنتاعشرة نواة ولكل معالج من معالجات عقدة المعالجة الواحدة ذاكرة خاصة به يتعامل معها بعرض حزمة يبلغ 85.3GB/s،متخصصة بعمليات المعالجة التفرعية بكفاءة عالية . اجتماع هذه الخزائن معاً (Cabinets) يشكل الحاسب الفائق. كل خزنة أو كبينة تحوي حتى 196 معالجاً أي عدد أنوية المعالجة في كل خزنة قد يكون 1536 نواة أو 2304 نواة حسب عدد أنوية كل معالج من هذه المعالجات الـ196 .
مما سبق نجد أن نوع التوازي فيه هو ميمد ومن النمط DM أو الذاكرة الموزعة:
Distributed Memory –Multiple Instruction Multiple Data

-لكل معالج ذاكرته الخاصة، وعندما يريد معالج ما في عقدة A أن يحصل على بيانات لدى عقدة B يجب أن يلج إلى شبكة التوصيل الداخلية بين العقد.

### شبكات التوصيل الداخلية
شبكة التوصيل الداخلية بين العقد هي 3D Torus أي لدينا شبكة عروية مغلقة ثلاثية الأبعاد من العقد آنفة الذكر، ففي العقدة الواحدة شريحة توصيل من النوع Cray SeaStar2+ التي توفر ست وصلات عالية السرعة بعرض حزمة 9.6GB/s ثنائي الاتجاه للوصلة، فتؤمن الاتصال مع ست عقد مجاورة وفق الطوبولوجيا المذكورة (3D-Torus) والتي فيها الجوار=6 ، وفي شريحة التوصيل الواحدة ست قواطع أو Switches يمكن أن يمر عبر الواحدة 9.6 غيغابايت في الثانية إلى العقد المجاورة بالاتجاهين (من وإلى) كما ذكرنا .

### واجهات التخاطب الخارجية (دخل-خرج)
واجهات الدخل والخرج قد تكون قنوات ضوئية Fiber Channels( أو ما يعرف بـFC ) أو قد تكون شبكات إيثرنت بسرعة 1Gb/s أو 10Gb/s وأزمنة تأخير عالية، أو قد تكون هذه الواجهات التخاطبية من نوع Infiband (بمعدل نقل 1.3 GB/s وزمن تأخير 4 مايكروثانية) .

### المعالجات المستخدمة
معالجات سلسلة AMD Opteron 6000 بثمان أو إثنتي عشرة نواة معالجة للمعالج يدعم الحوسبة من عيار 64bit، كل نواة فيها 4 قنوات توارد ولها ذاكرتها الخاصة بها (خابية L1 و L2) ولكل نصف عدد الأنوية –إما 4 أو 6- ذاكرة مشتركة(خابية L3) ‹ذلك أن المعالج الواحد عبارة عن دمج معالجين Opteron Shanghai أو Istanbul في شريحة واحدة› .

### الذاكرة المخبئية للمعالج
64KB خابية تعليمات من المستوى الأول L1 و 64KB خابية بيانات من المستوى الأول L1 لكل نواة.
512 خابية من المستوى الثاني L2 (تعليمات وبيانات) لكل نواة.
2x6MB ذاكرة خابية من المستوى L3 مشتركة إما بين كل 4 نوى أو بين كل 6 نوى (نصف عدد الأنوية الكلي).

### الذاكرة المستخدمة
في كل عقدة معالجة (تحوي معالجين) يوجد 32 غيغابايت أو 64 غيغابايت من الذاكرة الفيزيائية DD3 SDRAM مع قابلية تصحيح الخطأ ECC .

### وزن الخزانة الواحدة
725 كيلوغرام في حال استخدام حلول تبريدية تعتمد على الهواء، و907 كيلوغرام إن اعتمد التبريد بالماء .

### الطاقة المستهلكة من قبل الخزنة الواحدة
54.1 كيلو وات حسب الإعدادات المدخلة.